# George Armstrong
George Armstrong, född 9 augusti 1944 i Hebburn, County Durham, död 1 november 2000, var en engelsk fotbollsspelare och -tränare.
Armstrong kom till Arsenal som amatör i augusti 1961, men skrev snart på sitt första proffskontrakt. Han gjorde debut som 17-åring mot Blackpool den 24 februari 1962, och blev ordinarie i laget säsongen 1963/64. Armstrong var en ytter som kunde spela på båda kanterna. Han var känd för sina välriktade inlägg och hörnor samt för sin höga arbetskapacitet. Efter att ha förlorat två raka ligacupfinaler (1968 och 1969) stod han på den vinnande sidan när Arsenal vann Mässcupen 1970. Detta år blev han även utsedd till årets spelare i Arsenal. Säsongen 1970/71 spelade han samtliga matcher när Arsenal tog hem dubbeln för första gången – seger i både ligan och FA-cupen.
Det blev inga fler titlar för Armstrong under 1970-talet, men han stannade kvar i klubben ända till 1977, då han kom på kant med den nye tränaren Terry Neill. Detta gjorde att han lämnade Arsenal för Leicester City sommaren 1977. Han avslutade spelarkarriären i Stockport County 1978.
Under 15 säsonger i Arsenal spelade Armstrong 621 tävlingsmatcher, varav 500 i ligan. Detta gällde länge som klubbrekord, men Armstrong har sedan dess passerats av David O'Leary och Tony Adams. Anmärkningsvärt för en spelare av Armstrongs kaliber är att han aldrig spelade i engelska landslaget, trots flera matcher i ungdomslandslagen. Detta beroende på att förbundskaptenen Alf Ramsey valde att spela utan yttrar.
Efter avslutad spelarkarriär var Armstrong tränare i ett flertal klubbar, däribland Fulham, Aston Villa, Middlesbrough, Queens Park Rangers och norska Narvik, innan han kom tillbaka till Arsenal som reservlagstränare 1990. Denna roll hade han resten av livet. Den 31 oktober 2000 kollapsade George Armstrong under ett träningspass med Arsenals reservlag. Han hade drabbats av hjärnblödning och avled tidigt på morgonen därpå.